# گمینا برودنگتسا (استان کویافسکو-پومورسکی)
گمینا برودنگتسا (استان کویافسکو-پومورسکی) (به لهستانی:  Gmina Brodnica) یک گمینا در لهستان است که در شهرستان برودنیتسا واقع شده‌است. گمینا برودنگتسا ۱۲۶٫۹۶ کیلومتر مربع مساحت و ۷٬۴۴۱ نفر جمعیت دارد.